# Зириклы (Бакалинский район)
Зириклы (баш. Ерекле) — деревня в Бакалинском районе Республики Башкортостан Российской Федерации. Входит в состав Килеевского сельсовета.

## География

### Географическое положение
Расстояние до:
- районного центра (Бакалы): 22 км,
- центра сельсовета (Килеево): 11 км,
- ближайшей ж/д станции (Туймазы): 95 км.

## Население
| 2002 | 2009 | 2010 |
| ---- | ---- | ---- |
| 83   | ↘77  | ↘51  |

Согласно переписи 2002 года, преобладающая национальность — татары (95 %).

## Инфраструктура
Личное подсобное хозяйство с зоной сельскохозяйственного использования, индивидуальная застройка усадебного типа.

## Транспорт
Зириклы  доступна автотранспортом. Остановка общественного транспорта «Зириклы» на автодороге регионального значения «Белебей — Николаевка — Туймазы — Бакалы» (идентификационный номер 80 ОП РЗ 80К-002).